# Борец (1950 – 1977)
Вижте пояснителната страница за други значения на Борец.
„Борец. Орган на 18 дивизия“ (на гръцки: Αγωνιστής. Όργανο της 18 Ταξιαρχίας) е двуезичен вестник, орган на гръцката комунистическа политическа емиграция. Издаван на гръцки и български (Егейска македонска литературна норма), излизал от 1949 до 1970 година и създаден от емиграцията от Егейска Македония в Чехословакия.
Вестникът излиза от 1950 до 1977 година в Чехословакия, първоначално като седмичник, а по-късно като двуседмичник. Списван е на гръцки език под заглавието „Агонистис“ (Αγωνιστής), като една страница под заглавието „Борец“ е на македонски литературен език. Редактори са Димитър Величков (Велакис) и Динко Козинаков.
Излиза на 4 страници, от които 1-2 са на македонска литературна норма. Първоначално седалището на вестника е в Йесеник, от 1953 година в Прага, а сетне в Острава.